# Канцлер юстиції (Естонія)
Канцлер юстиції (ест. Eesti Vabariigi õiguskantsler) є незалежною посадовою особою в Естонській Республіці, на яку покладено функцію нагляду за конституційністю і законністю нормативно-правових актів, що видаються органами законодавчої і виконавчої влади, а також органами місцевого самоврядування. Водночас канцлер юстиції виконує функції омбудсмена й стежить за дотриманням основних прав і свобод у країні. Канцлер юстиції має право брати участь у засіданнях уряду й парламенту з правом слова.